# Đô đốc hạm đội
Đô đốc hạm đội (tiếng Anh: Admiral of the fleet), còn gọi là Thủy sư đô đốc (tiếng Anh: Fleet admiral), trong nhiều trường hợp là cấp bậc tướng lĩnh hải quân cao cấp nhất trong lực lượng hải quân của một số quốc gia. Ngoài ra, các cấp bậc Đô đốc Hải quân (Admiral of the Navy) hay Đại đô đốc (Grand admiral) cũng được xem là tương đương cấp bậc Đô đốc hạm đội. Theo bảng phân hạng cấp bậc của NATO, cấp bậc Đô đốc hạm đội được xếp hạng OF-10, tương đương cấp bậc Nguyên soái (hay Thống chế) hoặc Thống tướng của lục quân hoặc không quân.

## Lịch sử
Trong lịch sử, thuật ngữ tiếng Anh Fleet Admiral hay Admiral of the Fleet ban đầu mang nghĩa là một Đô đốc lâu năm chỉ huy một nhóm lớn nhiều tàu chiến kết hợp thành một hạm đội hoặc, trong vài trường hợp, một nhóm gồm vài hạm đội. Phổ biến nhất, cấp bậc Đô đốc hạm đội thường được trao cho một Đô đốc thâm niên chỉ huy nhiều hơn một hạm đội.
Thông thường, cấp bậc Đô đốc hạm đội được xếp ngay trên cấp bậc Đô đốc. Tuy nhiên, trong lực lượng hải quân một số quốc gia, tồn tại thêm một cấp bậc trung gian. Như trong lực lượng Hải quân Đức Quốc xã (Kriegsmarine) trong Thế chiến thứ hai, giữa cấp bậc Đại đô đốc (Großadmiral) và cấp bậc Đô đốc (Admiral), tồn tại cấp bậc Chánh đô đốc (Generaladmiral). Hoặc trong Hải quân Liên Xô, cấp bậc Đô đốc hạm đội (Адмирал флота) là cấp bậc trung gian giữa cấp bậc Đô đốc Hải quân Liên Xô (Адмирал Флота Cоветского Cоюза) và Đô đốc (Адмирал).
Hầu hết cấp bậc Đô đốc hạm đội hoặc tương đương chỉ được trao trong thời chiến. Phần lớn các Đô đốc hạm đội của các lực lượng hải quân lớn trên thế giới đều được phong cấp trong thời kỳ Thế chiến thứ hai.

## Cấp bậc Đô đốc hạm đội và tương đương ở một số quốc gia
- Admiral of the Fleet (Khối Thịnh vượng chung)
- Admiral flote (Croatia)
- Großadmiral (Đế quốc Đức, Đức Quốc xã, Đế quốc Áo - Hung)
- Flottenadmiral (Cộng hòa Dân chủ Đức)
- Amiral de France hoặc amiral de la flotte (Pháp)[1]
- Ammiraglio (Ý)
- Gensui-kaigun-taishō (Đế quốc Nhật Bản)
- Laksamana armada (Malaysia)
- Admiraal (Hà Lan)
- Almirante da armada (Bồ Đào Nha)
- Адмирал флота (Liên Xô / Liên bang Nga)
  - Адмирал Флота Советского Союза (Liên Xô)
- Capitán general de la real armada española (Tây Ban Nha)
- Chom Phon Ruea (Thái Lan)
- Büyük Amiral (Thổ Nhĩ Kỳ)
- Fleet admiral (Hoa Kỳ)
  - Admiral of the Navy (Hoa Kỳ) (1903-1917)

## Hình ảnh

Thủy sư đô đốc (Fleet Admiral) Hoa Kỳ
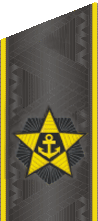
Cầu vai Đô đốc hạm đội (Адмирал флота) Liên bang Nga
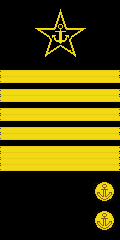
Tay áo Đô đốc hạm đội (Адмирал флота) Liên bang Nga
Cầu vai Đô đốc hạm đội (Admiral of the Fleet) Anh
Đô đốc Pháp quốc (Amiral de France)
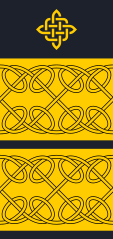
Đô đốc Hải quân Croatia
Thủy sư đô đốc Thái Lan